# Unité urbaine de Moyenmoutier
L'unité urbaine de Moyenmoutier est une unité urbaine française centrée sur la commune de Moyenmoutier dans les Vosges.

## Données générales
En 2010, selon l'Insee, l'unité urbaine était composée de six communes.
En 2020, à la suite d'un nouveau zonage, elle est composée des six mêmes communes.
En 2022, avec 9 505 habitants, elle représente la 7e unité urbaine du département des Vosges.

## Composition de l'unité urbaine en 2020
Elle est composée des six communes suivantes :
| Nom                   | Code Insee | Département | Statut       | Superficie (km2) | Population (dernière pop. légale) | Densité (hab./km2) | Modifier                                    |
| --------------------- | ---------- | ----------- | ------------ | ---------------- | --------------------------------- | ------------------ | ------------------------------------------- |
| Étival-Clairefontaine | 88165      | Vosges      | ville-centre | 27,12            | 2 454 (2022)                      | 90                 | modifier les données · modifier les données |
| Moyenmoutier          | 88319      | Vosges      | ville-centre | 34,21            | 3 003 (2022)                      | 88                 | modifier les données · modifier les données |
| Senones               | 88451      | Vosges      | ville-centre | 18,73            | 2 334 (2022)                      | 125                | modifier les données · modifier les données |
| La Petite-Raon        | 88346      | Vosges      | banlieue     | 9,09             | 737 (2022)                        | 81                 | modifier les données · modifier les données |
| Vieux-Moulin          | 88506      | Vosges      | banlieue     | 3,89             | 321 (2022)                        | 83                 | modifier les données · modifier les données |
| La Voivre             | 88519      | Vosges      | banlieue     | 5,86             | 656 (2022)                        | 112                | modifier les données · modifier les données |

## Évolution démographique
| 1968   | 1975   | 1982   | 1990   | 1999   | 2008   | 2013   | 2020  |
| ------ | ------ | ------ | ------ | ------ | ------ | ------ | ----- |
| 12 592 | 12 251 | 11 220 | 10 721 | 10 487 | 10 479 | 10 239 | 9 739 |

#### Données générales
- Unité urbaine
- Aire d'attraction d'une ville
- Aire urbaine (France)
- Liste des unités urbaines de France

#### Données démographiques en rapport avec l'unité urbaine de Moyenmoutier
- Aire d'attraction de Saint-Dié-des-Vosges
- Arrondissement de Saint-Dié-des-Vosges

#### Données démographiques en rapport avec les Vosges
- Démographie des Vosges